# Ayanami (tàu khu trục Nhật) (1929)
Ayanami (tiếng Nhật: 綾波) là một tàu khu trục hạng nhất của Hải quân Đế quốc Nhật Bản, thuộc lớp Fubuki bao gồm hai mươi bốn chiếc, được chế tạo sau khi Chiến tranh Thế giới thứ nhất kết thúc. Khi được đưa vào hoạt động, những con tàu này là những tàu khu trục mạnh mẽ nhất thế giới. Chúng phục vụ như những tàu khu trục hàng đầu trong những năm 1930, và tiếp tục là những vũ khí lợi hại trong cuộc Chiến tranh Thái Bình Dương. Ayanami từng tham gia nhiều hoạt động trong những năm đầu tiên của chiến tranh, và đã bị đánh chìm trong trận Hải chiến Guadalcanal ngày 15 tháng 11 năm 1942 trong Chiến tranh Thế giới thứ hai.

## Thiết kế và chế tạo
Việc chế tạo lớp tàu khu trục Fubuki tiên tiến được chấp thuận vào năm tài chính 1923 như một phần của chương trình có tham vọng cung cấp cho Hải quân Đế quốc Nhật Bản một ưu thế về chất lượng so với những tàu chiến hiện đại nhất của thế giới. Khả năng thể hiện của lớp Fubuki là một bước nhảy vọt so với các thiết kế tàu khu trục trước đó, nên chúng được gọi là các "tàu khu trục đặc biệt" (tiếng Nhật: 特型 - Tokugata). Kích thước lớn, động cơ mạnh mẽ, tốc độ cao, bán kính hoạt động lớn và vũ khí trang bị mạnh chưa từng có khiến cho các tàu khu trục này có được hỏa lực tương đương nhiều tàu tuần dương hạng nhẹ của hải quân các nước khác. Ayanami, được chế tạo tại xưởng đóng tàu Fujinagata ở Osaka, là chiếc đầu tiên của một loạt tàu được cải tiến, bao gồm kiểu tháp pháo có thể nâng các khẩu pháo chính 127 mm (5 inch)/50 caliber Kiểu 3 lên một góc 75° so với nguyên thủy 40°, cho phép sử dụng chúng như pháo lưỡng dụng có thể chống lại máy bay. Ayanami là tàu khu trục đầu tiên trên thế giới có tính năng này.
Ayanami được đặt lườn vào ngày 20 tháng 1 năm 1928. Nó được hạ thủy vào ngày 5 tháng 10 năm 1929 và đưa ra hoạt động vào ngày 30 tháng 4 năm 1930. Nguyên được dự định mang số hiệu đơn giản là "Tàu khu trục số 45", nó được hoàn tất dưới tên gọi Ayanami, kế tục cái tên của chiếc tàu khu trục tiền thân vào giai đoạn trước Thế Chiến I.
Sự cố đối với Hạm đội 4 Hải quân Đế quốc Nhật Bản, khi một số lớn tàu chiến bị hư hại bởi một cơn bão, xảy ra không lâu sau khi Ayanami được đưa vào hoạt động, và nó cùng với các tàu chị em nhanh chóng được cho quay trở lại ụ tàu để gia cường thêm lườn tàu.

## Lịch sử hoạt động
Khi hoàn tất, cùng với các tàu khu trục chị em Uranami, Shikinami và Isonami, Ayanami được phân về Hải đội Khu trục 19 thuộc Hạm đội 2 Hải quân Đế quốc Nhật Bản. Trong cuộc Chiến tranh Trung-Nhật, từ năm 1937, Isonami hỗ trợ cho các cuộc đổ bộ lực lượng Nhật Bản lên Thượng Hải và Hàng Châu. Từ năm 1940, nó được phân công tuần tra dọc theo bờ biển và hỗ trợ cho việc đổ bộ lên miền Nam Trung Quốc.
Vào lúc xảy ra cuộc tấn công Trân Châu Cảng, Ayanami được phân về Hải đội Khu trục 19 thuộc Đội khu trục 3 của Hạm đội 1 Hải quân Đế quốc Nhật Bản, và được bố trí từ Quân khu Hải quân Kure đến cảng Samah trên đảo Hải Nam để hỗ trợ cho các chiến dịch đổ bộ lực lượng Nhật Bản lên Malaya. Ngày 19 tháng 12 năm 1941, Ayanami đã đánh chìm tàu ngầm Hà Lan O-20 với sự giúp đỡ của các tàu khu trục chị em Uranami và Yugiri, và đã vớt được 32 người sống sót.
Sau đó Ayanami nằm trong thành phần hộ tống cho các tàu tuần dương hạng nặng Suzuya, Kumano, Mogami và Mikuma để hỗ trợ cho các hoạt động đổ bộ lên Banka-Palembang và quần đảo Anambas. Nó bị hư hại nhẹ sau khi va phải một dãi san hô ngầm tại Anambas, và bị buộc phải quay trở về vịnh Cam Ranh ở Đông Dương thuộc Pháp để sửa chữa khẩn cấp. Đến cuối tháng 2, Ayanami đi đến giúp đỡ cho tàu tuần dương Chōkai, vốn cũng bị mắc cặn ngoài khơi Sài Gòn.
Trong tháng 3, Ayanami tham gia vào lực lượng chiếm đóng phía Bắc Sumatra vào ngày 12 tháng 3 và chiếm đóng quần đảo Andaman vào ngày 23 tháng 3. Nó phục vụ tuần tra và hộ tống vận tải tại khu vực ngoài khơi Port Blair trong khi diễn ra cuộc không kích tại Ấn Độ Dương. Từ ngày 13 đến ngày 22 tháng 4, nó đi ngang qua Singapore và vịnh Cam Ranh quay trở về Xưởng hải quân Kure để bảo trì.
Vào ngày 4-5 tháng 6, Ayanami tham gia trận Midway trong thành phần lực lượng chính của Đô đốc Yamamoto Isoroku. Đến tháng 7 năm 1942, Ayanami lên đường từ Amami-Oshima đến quân khu bảo vệ Mako, Singapore, Sabang và Mergui nhằm chuẩn bị cho một cuộc không kích Ấn Độ Dương thứ hai. Kế hoạch này bị hủy bỏ do việc lực lượng Đồng Minh đổ bộ lên Guadalcanal, và Ayanami được gửi đến Truk, và đến nơi vào cuối tháng 8. Trong trận chiến Đông Solomon vào ngày 24 tháng 8, Ayanami hộ tống cho nhóm tiếp tế hạm đội đi đến Guadalcanal, và sau đó nó được sử dụng cho nhiều nhiệm vụ "Tốc hành Tokyo", những chuyến đi vận chuyển tốc độ cao, đến nhiều địa điểm khác nhau trong khu vực quần đảo Solomon trong tháng 10 và tháng 11.
Hoạt động cuối cùng của Ayanami là trong trận Hải chiến Guadalcanal thứ hai vào các ngày 14-15 tháng 11 năm 1942. Tại đây, nó được phân về lực lượng tuần tiễu dưới quyền chỉ huy của Chuẩn Đô đốc Shintarō Hashimoto trên chiếc tàu tuần dương hạng nhẹ Sendai. Khi Lực lượng Đặc nhiệm 64 Hoa Kỳ của Đô đốc Willis A. Lee bị phát hiện gần đảo Savo, Hashimoto đưa các tàu chiến của mình vòng qua hòn đảo theo chiều kim đồng hồ, nhưng gửi một mình Ayanami đi theo hướng ngược lại càn quét tàu bè đối phương. Khi tìm thấy các con tàu của Lee, mệnh lệnh tấn công được đưa ra, và vì vậy Ayanami trở thành một trong ba gọng kìm của cuộc tấn công ban đầu, phối hợp với nhóm của Đô đốc Hashimoto và một nhóm khác do Chuẩn Đô đốc Susumu Kimura chỉ huy trên chiếc tàu tuần dương hạng nhẹ Nagara.
Ayanami thoạt tiên bị tàu khu trục Mỹ USS Walke phát hiện, nhưng Nagara được nhìn thấy không lâu sau đó, nên sự chú ý của bốn tàu khu trục Mỹ chuyển sang chiếc tàu tuần dương. Hỏa lực phối hợp của Ayanami, Nagara và Uranami đã đánh chìm hai trong số bốn tàu khu trục Mỹ: USS Preston và USS Walke, làm bất động USS Benham (vốn bị đánh đắm sau trận đánh), và gây hư hại nặng cho USS Gwin, gây thiệt hại nặng cho lực lượng Mỹ vào giai đoạn mở màn của trận chiến. Ayanami cũng gây ra những thiệt hại nhẹ cho thiết giáp hạm USS South Dakota.
Sau đó thiết giáp hạm USS Washington nhìn thấy Ayanami và bắt đầu nả pháo vào nó. Chiếc tàu khu trục chịu đựng hư hại nghiêm trọng, với 27 thành viên thủy thủ đoàn thiệt mạng. Ba mươi người sống sót, bao gồm thuyền trưởng, Trung tá Sakuma, thoát đi bằng một chiếc bè đến Guadalcanal, và số còn lại được Uranami vớt lên. Sau đó trong đêm, Uranami đánh đắm chiếc Ayanami bị bỏ lại bằng một quả ngư lôi duy nhất, và nó chìm vào khoảng sau 02 giờ 00 xuống đáy biển trong vịnh Đáy Sắt.
Vào ngày 12 tháng 12 năm 1942, Ayanami được rút khỏi danh sách Đăng bạ Hải quân.

## Xác tàu đắm
Vào cuối tháng 7 năm 1992, nhà khảo cổ đại dương lừng danh Robert Ballard đã dẫn đầu một đoàn thám hiểm đến eo biển Đáy Sắt, và trong số 13 xác tàu đắm vừa mới được tìm thấy, những gì còn lại của Ayanami. Nó chìm ở về phía Đông Nam đảo Savo ở tọa độ 9°10′N 159°52′Đ / 9,167°N 159,867°Đ tại độ sâu khoảng 700 m. Lườn tàu dường như bị phá hủy bởi một vụ nổ ngư lôi bên mạn phải ngay bên dưới cầu tàu, khiến con tàu bị gảy làm đôi và chìm xuống biển. Phần đuôi tàu ở tư thế thẳng đứng, trong khi mũi tàu bị xoắn và nằm nghiêng bên mạn phải.

## Danh sách thuyền trưởng
- Trung tá Tetsugoro Goto (sĩ quan trang bị trưởng): 30 tháng 11 năm 1929 - 30 tháng 4 năm 1930
- Trung tá Tetsugoro Goto: 30 tháng 4 năm 1930 - 1 tháng 12 năm 1931
- Trung tá Kennosuke Kawahara: 1 tháng 12 năm 1931 - 15 tháng 11 năm 1933
- Trung tá Shunzo Fujita: 15 tháng 11 năm 1933 - 15 tháng 11 năm 1935
- Trung tá Shakao Sakiyama: 15 tháng 11 năm 1935 - 1 tháng 12 năm 1936
- Trung tá Shuichi Sugino: 1 tháng 12 năm 1936 - 15 tháng 11 năm 1937
- Thiếu tá Nagayoshi Shiraishi: 15 tháng 11 năm 1937 - 1 tháng 12 năm 1938
- Trung tá Tameichi Hara: 1 tháng 12 năm 1938 - 15 tháng 11 năm 1939
- Thiếu tá Tokiyoshi Arima: 15 tháng 11 năm 1939 - 12 tháng 9 năm 1941; thăng Trung tá 15 tháng 11 năm 1940
- Trung tá Eiji Sakuma: 12 tháng 9 năm 1941 - 15 tháng 11 năm 1942